# Lukáš Pollert
Lukáš Pollert, född den 24 mars 1970 i Prag, Tjeckien, är en tjeckoslovakisk och tjeckisk kanotist.
Han tog OS-silver på C-1 i slalom i samband med de olympiska kanottävlingarna 1996 i Atlanta.